# Summer Make Good
Summer Make Good es el tercer álbum de estudio del grupo musical islandés múm, lanzado por FatCat Records el 12 de mabril de 2004.
El álbum fue lanzado originalmente como un CD con cubierta de cartón. El 28 de junio de 2004 se lanzó una "Edición de presentación limitada", un cuadernillo de tapa dura (con sobrecubierta) con ilustraciones, que contiene el CD insertado en la contraportada interior.

## Lista de canciones
| N.º | Título                                           | Duración |  |
| 1.  | «Hú Hviss - A Ship»                              | 1:27     |  |
| 2.  | «Weeping Rock, Rock»                             | 6:18     |  |
| 3.  | «Nightly Cares»                                  | 4:58     |  |
| 4.  | «The Ghosts You Draw on My Back»                 | 4:14     |  |
| 5.  | «Stir»                                           | 2:41     |  |
| 6.  | «Sing Me Out the Window»                         | 4:42     |  |
| 7.  | «The Island of Children's Children»              | 5:16     |  |
| 8.  | «Away»                                           | 1:28     |  |
| 9.  | «Oh, How the Boat Drifts»                        | 5:11     |  |
| 10. | «Small Deaths Are the Saddest»                   | 1:30     |  |
| 11. | «Will the Summer Make Good for All of Our Sins?» | 4:02     |  |
| 12. | «Abandoned Ship Bells»                           | 5:03     |  |

## Créditos

### Músicos adicionales
- Samuli Kosminen - batería, percusión
- Eiríkur Orri Ólafsson - trompeta, mini piano, sintetizador moog, silbato
- Ólöf Arnalds - guitarra, viola, violinofón, xilófono, voz
- Adam Pierce - arpa
- Halldór Arnar Úlfarson - halldorófono[11]
- Chicas de la escuela Austurbæjarskóli - voz (pista 2)
  - Ársól Þóra Sigurðardóttir, Brynja Siggeirsdóttir, Halla Björg Sigurþórsdóttir,
  - Perla Hafþórsdóttir, Vigdís Perla Maack, Viktoria Sigurðardóttir

## Posicionamiento
| Ranking                                     | Posición más alta |
| ------------------------------------------- | ----------------- |
| EE. UU. Dance/Electronic Albums (Billboard) | 11                |